# Мельник Михайло Ігнатович
Михайло Ігнатович Мельник (нар. 21 вересня, 1943, Чернівці, УРСР) — радянський футболіст та тренер, півзахисник. Більшу частину кар'єри провів у чернівецькій «Буковині». Один із кращих буковинських футбольних тренерів у дитячо-юнацькому футболі. Майстер спорту СРСР (1965).

## Життєпис
Вихованець чернівецького «Динамо», перший тренер — уродженець Одеси Віктор Никифоров (дід відомих футболістів Юрія та Олександра). Закінчив СШ № 7 та факультет фізвиховання Кримського державного університету. В 1960 році дебютував в складі чернівецького «Авангарду» у «Класі Б» (перша союзна ліга).
У 1963 році був призваний на службу в збройні сили, де по направленню потрапив в спортивний клуб армії міста Львів. Виступав в складі «армійців» до 1966 року та провів за них 48 офіційних матчів. У кубку разом з командою дійшов до чвертьфінальної стадії 1964 сезону. Також в 1966 році перебував в складі сімферопольської «Таврії», де виступав за команду дублерів. Після чого Михайло повернувся в рідну «Буковину», в якій на декілька років закріпився в основному складі. У 1968 році став з чернівецькою командою срібним призером чемпіонату УРСР, а в 1965 році став переможцем в складі СКА та отримав звання «майстер спорту СРСР».
На жаль, через травми Михайло Мельник рано завершив виступи на футбольному полі. Всього за «Буковину» («Авангард») провів 132 офіційні гри (128 в чемпіонаті і 4 в кубку) та забив 16 голів, а за всю кар'єру гравця Михайло Ігнатович зіграв 180 офіційних матчів, в яких забив 19 голів. Після чого почав працювати дитячо-юнацьким тренером в ДЮСШ «Буковина», а з 1972 по 1973 рік паралельно входив і до тренерського штабу головної команди. Серед найбільш відомих його вихованців, є екс-гравці київського «Динамо»: Віктор Хлус та Олександр Бойко, екс-футболіст московського ЦСКА: Сергій Пасічник, легендарні в минулому гравці «Буковини»: Роман Угренчук, Ігор Заводчиков, Віктор Максимчук, Олег Керчу та інші.

## Досягнення
Як гравця
- Чемпіонат УРСР
  -  Чемпіон (1): 1965
  -  Срібний призер (1): 1968